# Alaptus globosicornis
Alaptus globosicornis is een vliesvleugelig insect uit de familie Mymaridae. De wetenschappelijke naam is voor het eerst geldig gepubliceerd in 1908 door Girault.